# Іван Кальдерон
Іван Кальдерон (7 січня 1975, Гвайнабо, Пуерто-Рико) — пуерториканський боксер, чемпіон світу за версією WBO (2007—2010) та за журналом The Ring (2007—2010) у першій найлегшій вазі, чемпіон за версією WBO (2003—2007) у мінімальній вазі.

## Любительська кар'єра
1999 року зайняв третє місце на Панамериканських іграх у Вінніпезі. Переміг Вільфрідо Валеза з Колумбії та Вінстона Мендеса з Домініканської Республіки і програв Маікро Ромеро з Куби.
На чемпіонаті світу 1999 програв в першому бою Палу Лакатош (Угорщина). 
Представляв Пуерто-Рико на Олімпійські іграх 2000 в Сіднеї. В першому бою зазнав поразки від індонезійця Ла Паене Масара.

## Професійна кар'єра
Професійну кар'єру розпочав успішним боєм з мексиканцем Серхіо Діасом 17 лютого 2001 року.
3 травня 2003 року став чемпіоном світу за версією WBO у мінімальній вазі після бою з Едуардо Рей Маркесом, боксером з Нікарагуа. У дев'ятому раунді Рей не зміг продовжувати бій з огляду на посічені брови.
20 березня 2004 року в одинадцятому раунді нокаутував колишнього чемпіона світу IBF Едгара Карденаса (Мексика). 31 липня 2004 року здобув перемогу одностайним рішенням суддів над колишнім чемпіоном світу IBF Роберто Карлос Лейва (Мексика). 10 грудня 2005 року переміг одностайним рішенням суддів колишнього чемпіона світу IBF Денієла Реєса (Колумбія). Загалом впродовж 2003—2007 років провів 11 офіційних захистів титулу.
2007 року вирішив змінити вагову категорію і перейшов у першу найлегшу вагу.
Вже в першому бою після цього рішення став чемпіоном світу за версією WBO, перемігши за очками Уго Касареса (Мексика). Після двох успішних захистів 30 серпня 2008 року знов зустрівся з Уго Касаресом і переміг технічним рішенням.
28 серпня 2010 року втратив титул, програвши нокаутом у восьмому раунді об'єднавчого бою чемріону WBA Джовані Сегура (Мексика). В реванші 2 квітня 2011 року знов програв нокаутом в третьому раунді.